# Daniel Benjamin Bagge
Daniel Benjamin Bagge, född 9 augusti 1769 i Uddevalla, död 7 april 1836 i Valbo-Ryrs församling i Älvsborgs län, var en svensk rådman och riksdagsman.
Daniel Benjamin Bagge var rådman och handlande i Uddevalla. Han var riksdagsman i borgarståndet för Uddevalla vid den urtima riksdagen 1815 (fram till 22 juni, då han beviljades tillstånd att lämna riksmötet) och var då bland annat ledamot i bevillningsutskottet[källa behövs].